# Ungarische Dialekte
Das ungarische Sprachgebiet wird traditionell von Ethnographen und Sprachwissenschaftlern in mehrere Dialekte (ung. nyelvjárás) und diese weiter in Dialektregionen bzw. -gruppen (ungarisch nyelvjárási régió, csoport) unterteilt. Sie unterscheiden sich in Phonologie und Wortschatz in geringerem Maße voneinander als z. B. die Dialekte des deutschen oder italienischen Sprachgebiets. Daher sind ungarische Dialektsprecher zumeist in der Lage, relativ reibungslos Sprecher anderer Dialekte zu verstehen. Seit Anfang des 20. Jahrhunderts sind zahlreiche Dialekte und dialektale Sprachformen zugunsten des ungarischen Standards (geprägt von der Literatursprache und dem Sprachgebrauch in der Hauptstadt Budapest) verdrängt worden, wodurch das Sprachgebiet innerhalb der Republik Ungarn noch weiter vereinheitlicht worden ist. Außerhalb der Republik Ungarn sind die ungarischen Dialekte seit dem Friedensvertrag von Trianon stark von den jeweiligen Staatssprachen (u. a. Rumänisch, Slowakisch, Serbisch bzw. Kroatisch, Slowenisch, Deutsch und Ukrainisch respektive Russisch) beeinflusst worden. Eine Ausnahme und damit signifikante phonologische und lexikalische Abweichung von den acht Dialekten im Gebiet des historischen Königreichs Ungarn bildet nur der Tschango-Dialekt der Moldau, der eine archaische Form der ungarischen Sprache bewahrt hat und stets außerhalb der Grenzen Ungarns gesprochen wurde.

## Linguistische Klassifikation

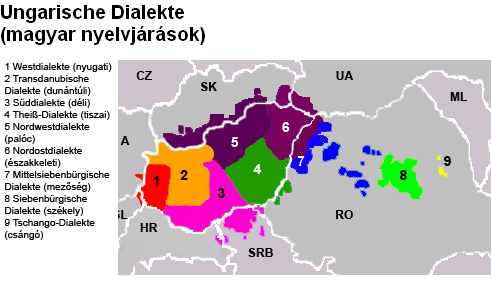
Die Verbreitung der ungarischen Dialekte

Nach der klassischen Theorie werden im ungarischen Sprachraum neun große Dialektgruppen unterschieden:
1. die westtransdanubischen Dialekte, nyugati nyelvjárások
2. die transdanubischen Dialekte, dunántúli nyelvjárások
3. die Süddialekte, déli nyelvjárások
4. die Theiß-Dialekte, tiszai nyelvjárások
5. die Nordwestdialekte, palóc nyelvjárások
6. die Nordostdialekte, északkeleti nyelvjárások
7. die mittelsiebenbürgischen Dialekte, mezőségi nyelvjárások
8. die Szekler-Dialekte, székely nyelvjárások
9. die Tschango-Dialekte, csángó nyelvjárások

## Dialektgruppen
Nachfolgend werden die Besonderheiten der einzelnen Dialektgruppen kurz vorgestellt und anhand von Beispielen erläutert.

### Süddialekte
Diese Dialekte werden im Süden der Großen Ungarischen Tiefebene gesprochen, also südlich von Budapest, zwischen Donau und Theiß sowie westlich der Donau südlich des Plattensees. Das Dialektgebiet umfasst auch die Vojvodina (in Serbien) und das rumänische Banat.
Lexikalisch gesehen ist das Dialektgebiet sehr gemischt, da weite Landstriche in der Zeit der Besatzung durch das Osmanische Reich entvölkert und anschließend durch Sprecher aus anderen Regionen neu besiedelt wurden. Es finden sich auch Dialektwörter aus den benachbarten Dialektgebieten.
Phonetische Merkmale:
| Phänomen                                                                  | Süddialekte | Standardsprache | Deutsch                          |
| ------------------------------------------------------------------------- | ----------- | --------------- | -------------------------------- |
| ö statt e [⁠ɛ⁠] in bestimmten Fällen                                        | embör       | ember           | Mensch                           |
|                                                                           | mögitta     | megitta         | er/sie/es hat etwas ausgetrunken |
|                                                                           | mögötte     | megette         | er/sie/es hat etwas aufgegessen  |
| é [e:] statt í [i:] in der betonten Silbe                                 | késér       | kísér           | begleiten                        |
| westlich der Donau Ausfall des l am Silbenende                            | abbú        | abból           | von dort weg                     |
| l statt ly [⁠j⁠] in den Komitaten Somogy und Baranya                        | folik       | folyik          | fließen                          |
|                                                                           | góla        | gólya           | Storch                           |
| Assimilation der vorhergehenden Konsonanten an das v in bestimmten Fällen | ödven       | ötven           | fünfzig                          |
| Assimilation des v an den vorhergehenden Konsonanten in anderen Fällen    | Husfét      | Husvét          | Ostern                           |

### Transdanubische Dialekte
Das transdanubische Dialektgebiet umfasst die westlich der Donau gelegenen Landesteile Ungarns und ist vielfältig untergliedert. In der Lexik sind neben inneren Entwicklungen südslawische und deutsche Einflüsse zu beobachten, z. B. ja statt igen.
Ein Hauptmerkmal der transdanubischen Dialekte ist die Unterscheidung zwischen dem kurzen offenen e [⁠ɛ⁠] und dem ebenfalls kurzen, aber geschlossenen ë [e], das in der Schriftsprache nicht wiedergegeben wird. Es findet sich aber beispielsweise in Partituren von Zoltán Kodály. Dabei weicht das offene e von der Standardaussprache ab und nähert sich einem kurzen á [a]. Dieses und weitere phonetische Merkmale werden in der folgenden Tabelle dargestellt:
| Phänomen                                          | Transdanubische Dialekte | Standardsprache | Deutsch                         |
| ------------------------------------------------- | ------------------------ | --------------- | ------------------------------- |
| Vorhandensein des [⁠e⁠] (kurzes geschlossenes „e“)  | [ɟɛrek]                  | gyerek [ɟɛrɛk]  | Kind                            |
| kurzes á [⁠a⁠] statt e [⁠ɛ⁠] in bestimmten Fällen     | [ambɛr]                  | ember           | Mensch                          |
|                                                   | [almɛɟ]                  | elmegy          | verschwinden, weggehen          |
|                                                   | [mɛgɛtːa]                | megette         | er/sie/es hat etwas aufgegessen |
| Verkürzung der Hochzungenvokale ú, ű, í           | tüz                      | tűz             | Feuer                           |
|                                                   | husz                     | húsz            | zwanzig                         |
| í statt é                                         | szíp                     | szép            | schön                           |
|                                                   | nígy                     | négy            | vier                            |
| [⁠j⁠] statt [⁠l⁠] in vielen Teilen des Dialektgebiets | jány                     | lány            | Mädchen                         |
| Palatalisierung bei einigen Konsonanten           | gyün                     | jön             | kommen                          |
|                                                   | kalaptya                 | kalapja         | sein/ihr Hut                    |
|                                                   | irnyi                    | írni            | schreiben                       |
| Längung von Konsonanten zwischen Vokalen          | esső                     | eső             | Regen                           |
|                                                   | tanittó                  | tanító          | Lehrer                          |

### Westtransdanubische Dialekte
Diese auch als „Westdialekte“ bezeichneten Dialekte werden westlich des Gebiets gesprochen, auf dem die transdanubischen Dialekte verbreitet sind, also in den Grenzgebieten zu Österreich und im Burgenland. In lexikalischer Hinsicht ist der häufige Gebrauch des deutschen ja statt igen zu erwähnen. Das gy [⁠ɟ⁠] nähert sich dem dzs [⁠ʤ⁠].
Phonetische Merkmale:
| Phänomen                                                                 | Dialekte westlich der Donau | Standardsprache | Deutsch       |
| ------------------------------------------------------------------------ | --------------------------- | --------------- | ------------- |
| Vorhandensein des [⁠e⁠] (kurzes geschlossenes „e“)                         | [ɟɛrek]                     | gyerek [ɟɛrɛk]  | Kind          |
| Aussprache der Mittelzungenvokale ó, ő, é als steigende Diphthonge       | [swo]                       | szó             | Wort          |
|                                                                          | [lɥø]                       | lő              | schießen      |
|                                                                          | [kjez]                      | kéz             | Hand          |
| ö statt e nach labialen Konsonanten                                      | föst                        | fest            | malen         |
|                                                                          | bötü                        | betű            | Buchstabe     |
| í statt é im Norden des Dialektgebiets                                   | szíp                        | szép            | schön         |
|                                                                          | nígy                        | négy            | vier          |
| Verkürzung der Hochzungenvokale ú, ű, í                                  | tüz                         | tűz             | Feuer         |
|                                                                          | viz                         | víz             | Wasser        |
| ll statt ly [⁠j⁠]                                                          | millen                      | milyen          | was für ein/e |
| häufiger Ausfall des l am Silben- oder Wortende oder nach langen Vokalen | körübelü                    | körülbelül      | ungefähr      |
|                                                                          | szányi                      | szállni         | fliegen       |
| Palatalisierung bei einigen Konsonanten                                  | irnyi                       | írni            | schreiben     |
|                                                                          | kalaptya                    | kalapja         | sein/ihr Hut  |
| n statt ny am Wortende                                                   | asszon                      | asszony         | Frau          |
|                                                                          | gyün                        | jön             | kommen        |

Im Burgenland wird gy vollständig zu dzs:
| Dialekt im Burgenland | Standardsprache | Deutsch |
| --------------------- | --------------- | ------- |
| [ʤɛrek]               | gyerek          | Kind    |

### Nordwestdialekte
Diese auch „Palóczen-Dialekte“ (palóc nyelvjárások) genannten Dialekte werden in Nordungarn und in der Slowakei gesprochen. Das Dialektgebiet beginnt östlich der Waag, verläuft nördlich der Donau und der Linie Budapest–Cegléd–Szolnok bis zur Theiß und zum Sajó-Hernád-Becken. Der Wortschatz dieser Dialekte weist Einflüsse aus dem Slowakischen auf. Es gibt drei Untergruppen:
- Westgruppe: westlich der Hron
- Zentrale Gruppe: in den ehemaligen Komitaten Bars, Hont, Nógrád, Gemer und Kleinhont sowie im Norden der ehemaligen Komitate Heves, Borsod und Pest
- Südostgruppe: in Jazygien und im Süden des ehemaligen Komitats Borsod

Phonetische Merkmale:
| Phänomen                                                                       | Nordwestdialekte | Standardsprache | Deutsch                            |
| ------------------------------------------------------------------------------ | ---------------- | --------------- | ---------------------------------- |
| [⁠a⁠] statt [⁠ɒ⁠]                                                                  | [alma]           | alma [ɒlmɒ]     | Apfel                              |
| [ɒ:] statt [a:]                                                                | [samɒ:r]         | szamár          | Esel                               |
| [ɛ:] statt [e:] in einigen Fällen                                              | [tɛhɛ:n]         | tehén           | Kuh                                |
| i statt ü                                                                      | kilső            | külső           | exterior                           |
|                                                                                | pispek           | püspök          | Bischof                            |
| [⁠e⁠] (kurzes geschlossenes e) statt ö                                           | ser              | sör             | Bier                               |
| Diphthongierung der Vokale á, é, ó, ő                                          | [ˈvu̯a:roʃ]       | város           | Stadt                              |
|                                                                                | [ˈi̯e:dɛʃ]        | édes            | süß                                |
|                                                                                | [ˈlɒ̯o:]          | ló              | Pferd                              |
|                                                                                | [ˈy̯ø:rzøm]       | őrzöm           | er/sie/es bewacht etwas            |
| historische Aussprache des Digraphen ly [⁠ʎ⁠]                                    | [foʎo:]          | folyó [fojo:]   | Fluss                              |
|                                                                                | [goʎo:]          | golyó [gojo:]   | Kugel                              |
|                                                                                | [ʎuk]            | lyuk [juk]      | Loch                               |
| allgemeine Palatalisierung der Konsonanten vor i und ü                         | gyinnye          | dinnye          | Melone                             |
|                                                                                | szeretyi         | szereti         | er/sie/es mag/liebt jemanden/etwas |
| Verkürzung der Verbformen bei Verben, deren Stamm auf t endet                  | süttem           | sütöttem        | ich habe gebacken                  |
| Keine Assimilation des v im Suffix -val/-vel an den vorhergehenden Konsonanten | szekérvel        | szekérrel       | mit dem Wagen                      |

### Nordostdialekte
Diese Dialekte bildeten den Ausgangspunkt für die ungarische Standard- und Literatursprache. Das Gebiet liegt nördlich des Oberlaufs der Theiß und die Region Transkarpatien in der Ukraine und umfasst südlich der Theiß bis zur Schnellen Kreisch auch den Nordwesten Rumäniens.
Phonetische Merkmale:
| Phänomen                                                          | Nordostdialekte | Standardsprache | Deutsch                          |
| ----------------------------------------------------------------- | --------------- | --------------- | -------------------------------- |
| Aussprache der Mittelzungenvokale ó, ő, é als fallende Diphthonge | [jow]           | jó              | gut                              |
|                                                                   | [løɥ]           | lő              | schießen                         |
| Längung der Vokale vor l, r und j [⁠j⁠]                             | kólbász         | kolbász         | Wurst                            |
| häufige Verkürzung der Hochzungenvokale ú, ű, í                   | buza            | búza            | Weizen                           |
| in einigen Fällen Längung intervokalischer Konsonanten            | meggett         | mögött          | hinter                           |
|                                                                   | közzé           | közé            | zwischen (Bewegung zu etwas hin) |

Östlich von Debrecen und in einigen Regionen Rumäniens und der Ukraine wird das ö der Standardsprache in den meisten Fällen wie e [⁠ɛ⁠] ausgesprochen:
| Dialekte östlich von Debrecen | Standardsprache | Deutsch               |
| ----------------------------- | --------------- | --------------------- |
| ser                           | sör             | Bier                  |
| perkelt                       | pörkölt         | Gulasch               |
| megcsemerlett                 | megcsömörlött   | er/sie/es ekelte sich |

Ausnahmen: öt („fünf“), ökör („Ochse“), zöld („grün“) werden wie in der Standardsprache ausgesprochen.
Eine morphologische Besonderheit dieser Dialekte stellt das Suffix -n in der dritten Person Singular im Indikativ Präsens dar:
| Nordostdialekte | Standardsprache | Deutsch        |
| --------------- | --------------- | -------------- |
| megyen          | megy            | gehen          |
| veszen          | vesz            | nehmen, kaufen |

### Theiß-Dialekte
Diese Dialekte werden im östlichen Landesteil Ungarns gesprochen, der im Ungarischen Tiszántúl („jenseits der Theiß“) heißt und sich vom Mittellauf der Theiß in östlicher Richtung bis zum äußersten Westen Rumäniens erstreckt, also auch Teile der Kreise Arad und Timiș umfasst.
Bei der Aussprache unterscheidet sich der Dialekt in folgenden Merkmalen von der Standardsprache:
| Phänomen                                                                            | Theiß-Dialekte | Standardsprache | Deutsch                   |
| ----------------------------------------------------------------------------------- | -------------- | --------------- | ------------------------- |
| Vorhandensein des [⁠e⁠] (kurzes geschlossenes „e“)                                    | [ɟɛrek]        | gyerek [ɟɛrɛk]  | Kind                      |
| Aussprache der Mittelzungenvokale ó, ő, é als fallende Diphthonge                   | [jow]          | jó              | gut                       |
|                                                                                     | [løɥ]          | lő              | schießen                  |
| í [i:] statt é [e:]                                                                 | níz            | néz             | sehen                     |
|                                                                                     | píz            | pénz            | Geld                      |
|                                                                                     | fílsz          | félsz           | du hast Angst             |
| Längung der Vokale vor den Konsonanten l, r und dem Halbvokal j an der Silbengrenze | [ɛ:lmɛnt]      | elment          | verschwunden, weggegangen |
| [⁠j⁠] statt [⁠l⁠]                                                                       | jány           | lány            | Mädchen                   |
| Verkürzung der Verbformen bei Verben, deren Stamm auf t endet                       | süttem         | sütöttem        | ich habe gebacken         |

Die Dialekte im Nordosten dieser Gruppe weisen auch im Wortschatz Ähnlichkeiten mit der Gruppe der mittelsiebenbürgischen Dialekte auf.

### Mittelsiebenbürgische Dialekte
Diese Dialekte werden im Flachland Siebenbürgens und im Partium (Kreise Arad, Bihor, Maramureș, Satu Mare und Sălaj) gesprochen. Morphologisches Merkmal dieser Dialekte ist die Verwendung einer in der Standardsprache geschwundenen Zeitform der Vergangenheit (Perfekt), die z. B. auch im Rumänischen vorhanden ist: mene („ich bin gegangen“), jövék („ich bin gekommen“).
Phonetische Merkmale:
| Phänomen                                                          | Mittelsiebenbürgische Dialekte | Standardsprache | Deutsch                                         |
| ----------------------------------------------------------------- | ------------------------------ | --------------- | ----------------------------------------------- |
| Öffnung des [⁠o⁠] (Ersetzung durch [⁠ɒ⁠])                             | bagár                          | bogár           | Käfer                                           |
|                                                                   | malam                          | malom           | Mühle                                           |
|                                                                   | szaba                          | szoba           | Zimmer                                          |
| Öffnung des ö (Ersetzung durch [⁠œ⁠])                               | [tœk]                          | tök [tøk]       | Kürbis                                          |
| häufige Verkürzung der Langvokale                                 | házbol                         | házból          | aus dem Haus (heraus)                           |
|                                                                   | mellöl                         | mellől          | von … her (aus der Nachbarschaft von etwas weg) |
| Aussprache der Mittelzungenvokale ó, ő, é als fallende Diphthonge | [jow]                          | jó              | gut                                             |
|                                                                   | [løɥ]                          | lő              | schießen                                        |
| fast immer [⁠j⁠] statt [⁠l⁠]                                          | jány                           | lány            | Mädchen                                         |

In der Region Țara Călatei/Kalotaszeg ist noch der Rhotazismus beim l vor s [⁠ʃ⁠] zu erwähnen:
| Dialekt in der Region Țara Călatei/Kalotaszeg | Standardsprache | Deutsch               |
| --------------------------------------------- | --------------- | --------------------- |
| [ɛrʃøɥ]                                       | első            | erster, erste, erstes |

### Szekler-Dialekte
Diese Dialekte werden hauptsächlich im Szeklerland gesprochen, also in den Kreisen Mureș, Harghita und Covasna.
Die phonetischen Abweichungen von der Standardsprache finden sich auch in anderen Dialekten. Im Gebiet von Odorheiu Secuiesc wird ö statt e [⁠ɛ⁠] gesprochen, ähnlich wie im Komitat Baranya (Süddialekt). Die westlichen Szekler-Dialekte weisen Einflüsse aus den mittelsiebenbürgischen Dialekten auf, z. B. beim Vokal o (Ersetzung durch [⁠ɒ⁠]). Ähnlich wie in den Nordwestdialekten werden in den Szekler-Dialekten ausschließlich die verkürzten Verbformen der Verben verwendet, deren Stamm auf t endet: süttem („ich habe gebacken“) statt sütöttem.
In den Szekler-Dialekten werden Tempora bewahrt, die dem Perfekt und dem Plusquamperfekt in den romanischen Sprachen entsprechen: mene („er/sie/es ist gegangen“), kére („er/sie/es hat gebeten“), bzw. ment vala („er/sie/es war gegangen“), kért vala („er/sie/es hatte gebeten“). Sehr charakteristisch für diese Dialekte ist auch die ausschließliche Verwendung der Form s für die Konjunktion és („und“).
Die Szekler-Dialekte heben sich weniger durch die Aussprache als durch die Syntax von den anderen Dialekten ab, die von Generation zu Generation vererbte vielfältige Redewendungen aufweist. Dies zeigt sich vor allem in der Volksdichtung, also im Stil der Volkslieder, -märchen und -balladen, und in den Romanen und Erzählungen von Schriftstellern, die sich stilistisch von der Vielfalt der Dialekte der Szekler inspirieren ließen.
Beispiele für Wörter und Ausdrücke der Szekler:
| Szekler-Dialekte            | Wörtliche Übersetzung     | Standardsprache                  | Deutsch                                    |
| --------------------------- | ------------------------- | -------------------------------- | ------------------------------------------ |
| ádámbűz                     | „Adamsgeruch“             | a házhoz nem tartozó ember szaga | Geruch nach einem Fremden                  |
| ahajt                       |                           | ott                              | dort                                       |
| elszövődik a nap            | „die Sonne wird verwoben“ | fátyolfelhő kerül a nap elé      | Schleierwolken schieben sich vor die Sonne |
| gürüzdölés / görözdölés     |                           | köszörülés                       | Schliff                                    |
| kacsiba / kacsuba / kacsuka |                           | csámpás                          | Nichtsnutz, Taugenichts                    |
| megbonyul                   |                           | megellik                         | gebären (bei Tieren)                       |
| odaül valahol               | „sich irgendwo hinsetzen“ | sokáig tartózkodik valahol       | sich lange irgendwo aufhalten              |
| olló                        |                           | gida                             | Zicklein                                   |
| ollózik                     |                           | ellik (kecske)                   | Zicklein gebären                           |
| összebüszüdik               |                           | megromlik, megbüdösödik          | verderben, zu stinken beginnen             |

### Tschango-Dialekte
Diese Dialekte werden jenseits der Karpaten in der Region Moldau von etwa 62.000 Personen gesprochen, vor allem in den Kreisen Bacău, Neamț, Iași und Vrancea.
Die Phonetik weist Ähnlichkeiten zu den mittelsiebenbürgischen und Szekler-Dialekten auf, z. B. die Öffnung des Vokals o (Ersetzung durch [⁠ɒ⁠]).
Charakteristisch für die Lexik ist das Fehlen der Wörter, die zur Zeit der Spracherneuerung (19. Jahrhundert) Eingang ins Ungarische gefunden haben.
Bei den grammatischen Strukturen sind wie in dem Szekler-Dialekt Zeitformen verbreitet, die dem Perfekt und dem Plusquamperfekt entsprechen: mene („er/sie/es ist gegangen“), kére („er/sie/es hat gebeten“) bzw. ment vala („er/sie/es war gegangen“), kért vala („er/sie/es hatte gebeten“).
Die Tschango-Dialekte werden zwei Untergruppen unterteilt, wobei die archaischen Dialekte der Tschangos von etwa 10.000 bis 15.000 Personen und die mit dem Szekler-Dialekt vermischten Dialekt der Tschangos von etwa 10.000 bis 13.000 Personen gebraucht werden:
- Die archaischen Dialekte werden im Norden des Dialektgebiets gesprochen. Es handelt sich um die Sprachform der Gruppe der Tschangos der Moldau, die nicht von den Szeklern abstammt und um den einzigen Dialekt des Ungarischen, der sich vollständig eigenständig entwickelt hat, da seit dem Mittelalter eine vollständige Trennung vom übrigen ungarischen Sprachgebiet besteht. Daher kann hier auch die Auffassung vertreten werden, es handele sich um eine eigene regionale Sprache.

Charakteristisch für die Aussprache ist die spezifische, „zischelnde“ Realisierung des s [ʃ]. Dennoch stellen das gezischelte s und das sz [s] verschiedene Phoneme dar. Ein anderes Aussprachemerkmal ist das häufige Vorkommen des Phonems [⁠ʤ⁠]:
| Archaische Dialekte | Standardsprache | Deutsch |
| ------------------- | --------------- | ------- |
| [ʤɛrmɛk]            | gyermek         | Kind    |
| [ʤio:]              | dió             | Nuss    |
| [mɛʤ]               | megy            | gehen   |

Im Wortschatz haben sich sprachliche Formen aus dem Mittelalter erhalten. Zugleich wurden viele Lehnwörter aus dem Rumänischen übernommen. Die Dialekte sind auch für rumänischsprechende Ungarn nur schwer verständlich, weil häufig Archaismen oder eigene Tschango-Wörter gebraucht werden, die nicht rumänischen Ursprungs sind:
| Archaische Dialekte | Standardsprache | Deutsch                                     |
| ------------------- | --------------- | ------------------------------------------- |
| bücsü               | becsület        | Ehre                                        |
| csúkmony            | tojás           | Ei                                          |
| eszüdni             | hozzáérteni     | (sach)kundig sein, sich auf etwas verstehen |
| filjesz             | nyúl            | Kaninchen                                   |
| hét                 | mikor           | wann                                        |
| jü                  | ő               | er/sie/es                                   |
| külpis/külbécs      | csiga           | Schnecke                                    |

Spezifisch für den lexikalisch-grammatischen Bereich ist die häufige Verwendung von Diminutivsuffixen, die an zahlreiche Substantive (Personen- sowie Tier- und Objektnamen) und auch an Adjektive und Adverbien angefügt werden. Das Suffix -ka/-ke ist dabei zum Bezeichner des Femininums bei Ethnonymen geworden:
| Archaische Dialekte | Standardsprache | Deutsch |
| ------------------- | --------------- | ------- |
| magyarka            | magyar nő       | Ungarin |

Besonderheiten in der Syntax:
| Phänomen                                    | Archaische Dialekte   | Standardsprache             | Deutsch                           |
| ------------------------------------------- | --------------------- | --------------------------- | --------------------------------- |
| Auslassung des Prädikats („sein“)           | Arra a kecke a heden. | Arra van a kecske a hegyen. | Die Ziege ist dort auf dem Hügel. |
| Auslassung der Artikel in bestimmten Fällen | Feredik a búza napba. | Fürdik a búza a napban.     | Der Weizen steht in der Sonne.    |
| Indikativ statt Konditional                 | Mintha úszik búzába.  | Mintha úszna a búzában.     | Als ob er im Weizen schwömme.     |

Der archaische Wortschatz der Tschangos wird stark vom Rumänischen beeinflusst, beispielsweise bei Fachbegriffen aus Land- und Viehwirtschaft, Verwaltung, Justiz, Industrie, Handel, Technik sowie bei Adverbien, Konjunktionen und Interjektionen. Viele Entlehnungen sind in den Grundwortschatz eingegangen, wobei im Vokabular darüber hinaus Strukturen und Ableitungen aus dem Rumänischen übernommen werden.
- Die Dialekte der Tschangos der Moldau, die von den Szeklern abstammen, werden im Süden des Dialektgebiets gesprochen und zeigen Ähnlichkeiten mit den Szekler-Dialekten aus den Gebieten Trei-Scaune/Háromszék und Ciuc/Csík. Dabei fehlen jedoch (siehe oben) die Wörter aus der Zeit nach der Spracherneuerung, und es sind ebenfalls Entlehnungen aus dem Rumänischen vorhanden, jedoch in geringerem Maße als im Norden des Dialektgebiets. Die Mehrheit der Tschangos der Moldau (etwa 40.000 bis 44.500 Personen) spricht diese Dialekte.

- Außerdem gibt es etwa 9.500 Personen, die Dialekte sprechen, die zwischen den beiden Untergruppen angesiedelt sind.